# Kompania Piwowarska
Die Kompania Piwowarska SA ist ein polnisches Brauereiunternehmen, welches seit 2017 in Besitz des japanischen Brauereikonzerns Asahi Beer ist. Bis dahin gehörte es zu SABMiller (bis 2009 nur 71,9 Prozent, danach zu 100 %). Im Zuge deren Fusion mit AB-InBev 2016 wurde Kompania Piwowarska aus dem SABMiller-Konzern herausgelöst.
Das Unternehmen deckte nach eigenen Angaben 2016 36,9 Prozent des Biermarktes in Polen ab. Das Unternehmen verkauft die Marken Tyskie, Żubr, Lech, Dębowe Mocne, Redd’s, Pilsner Urquell, Gingers, Wojak, Grolsch, Książęce und Velkopopovický Kozel.

## Marken

### Polnische Marken
Die beiden Hauptmarken von Kompania Piwowarska sind Lech und Tyskie. Außerdem werden die polnischen Marken Żubr, Dębowe Mocne, Wojak und Książęce produziert.

### Ausländische Marken
Im Zuge des Übergangs von SABMiller zu Asahi wurden auch weitere europäische Marken übernommen. Diese gehören in Polen weiterhin zum Vertrieb von Kompania Piwowarska. Dies sind unter anderem Grolsch aus den Niederlanden sowie die Marken Pilsner Urquell und Velkopopovický Kozel der tschechischen Plzeňský Prazdroj a. s.

### REDD'S
Das Getränk REDD'S war vom SABMiller-Konzern ursprünglich für den südafrikanischen Markt entwickelt worden und gehört dort auch zu den wichtigen Biermischgetränken. Weiterhin ist das Getränk in Russland, Kolumbien und Botswana erhältlich.
Für den polnischen Markt wird es von Kompania Piwowarska in Posen hergestellt. REDD'S gibt es hier in fünf Geschmacksrichtungen.

## Wirtschaftliche Daten
Das Unternehmen hat Brauereien in Tychy, Posen und Białystok. Es verkaufte im Geschäftsjahr 2017 13,8 Millionen Hektoliter Getränke (zum Vergleich: Geschäftsjahr 2006 11,4 Millionen Hektoliter). Die Marke Tyskie hat einen Anteil am polnischen Biermarkt von 17 Prozent und Żubr von 11 Prozent. (Stand 2006)

## Geschichte
Das Unternehmen entstand 1999 aus dem Zusammenschluss der Lech Browary Wielkopolski SA und der Browarów Tyskich Górny Śląsk SA. Beide Unternehmen waren mehrheitlich seit 1995 (Lech Browary Wielkopolski) bzw. 1996 im Besitz der South African Breweries, heute SABMiller.
2006 erwarb die Kompania Piwowarska SA von der Radeberger Gruppe eine Brauerei in Białystok. Die Brauereigruppe kam 2016 mit der Übernahme von SABMiller in den Besitz von AB-InBev. Durch Auflagen der EU-Kommission zur Fusion, musste das Central and Eastern Europe Business der ehemaligen SABMiller verkauft werden. Der Verkauf an Asahi Beer wurde zum 31. März 2017 abgeschlossen.